# Banco Francés e Italiano Fútbol Club
El Banco Francés e Italiano (usualmente llamado BFI) fue un club profesional de fútbol venezolano. Tenía como sede la ciudad de Caracas y era financiado por el Banco homónimo, que luego cambió nombre en 1973 a Banco Latino (uno de los mayores bancos privados de Venezuela del siglo XX).

## Historia
El equipo fue creado principalmente por emigrantes de Italia y unos pocos de Francia, que llegaron a Venezuela en los años cuarenta y cincuenta del siglo XX. El Banco Francés e Italiano para América del Sur (Banque Française e Italienne pour L´Amerique du Sud) creó un equipo de fútbol profesional en 1960. Uno de sus promotores fue Pompeo D'Ambrosio, que trabajó en el Banco Francés-Italiano desde los años cincuenta patrocinando la creación del BFI y luego de su desaparición fue responsable financiero de la Era D'Ambrosio del Deportivo Italia. Algunos jugadores del desaparecido BFI estaban "fichados en copropriedad" con el Deportivo Italia de los hermanos D'Ambrosio, como Augusto Nitti.
Durante la era profesional, el BFI solo disputó la temporada de 1961 y la temporada de 1962.

Banco Francés e Italiano de Caracas fue una entidad financiera en Venezuela durante las décadas de los años 50 y 60. La institución se animó a participar en el fútbol profesional venezolano y compitió en las temporadas de 1961 y 1962. El equipo no fue muy rentable para la organización bancaria y por ello desapareció. Eliezer Perez

En la temporada de fútbol profesional de 1961 el equipo terminó de tercero. El primer partido del equipo de colonia fue el 11 de marzo de 1961 con el Universidad Católica y terminó 5 - 1. En su primer campeonato obtuvo 7 victorias, anotando 33 goles. 
En el campeonato profesional de 1962 el BFI alcanzó de nuevo el tercer lugar, consiguiendo 7 victorias en los 18 partidos disputados. El equipo del banco logró vencer por 1 a 0 el 28 de marzo de 1962 el Deportivo Portugués, que se tituló Campeón de Venezuela en ese año.
El BFI participó en 1961 también en la "Copa Caracas" (ahora llamada Copa Venezuela).
Sucesivamente fue disuelto por problemas de presupuesto, como el "Banco Obrero FC" y el "Banco Agrícola y Pecuario FC" (los otros dos equipos de "Banco" en el fútbol venezolano de Primera División).